# Kevin Killer
Kevin Killer (4 mei 1970) is een Amerikaans jongerenactivist en politicus. Killer behoort tot de Oglala Sioux Tribe van het Pine Ridge Indian Reservation en stamt ook van de Kiowa af. Van 2009 tot 2017 zetelde hij als Democraat in het Huis van Afgevaardigden van South Dakota en van 2017 tot 2019 in de Senaat van South Dakota. In november 2020 kozen stamleden hem als president van de Oglala Sioux Tribe.